# Earth to Echo
Earth to Echo (estrenada como Llamando a Ecco en Hispanoamérica y como Tierra a Eco en España) es una película estadounidense de 2014 de ciencia ficción y aventuras dirigida por Dave Green, y producida por Robbie Brenner y Andrew Panay. La película fue desarrollada y producida por Walt Disney Pictures, quien finalmente vendió los derechos de distribución a Relativity Media, la película fue estrenada en cines el 2 de julio de 2014. La película está rodada en formato found footage.

## Argumento
Tuck, Munch y Alex son un trío de amigos inseparables cuyas vidas están a punto de cambiar. Su suburbio de Las Vegas, Mulberry Woods, está siendo destruido por un proyecto de construcción de la carretera que está obligando a sus familias a alejarse. Lamentan lo que seguramente será el final de su felicidad y la amistad, ya que sus familias van extremos separados del país. Muestra sus vídeos a YouTube que muestran sus sentimientos negativos sobre el proyecto de la carretera.
Durante la última semana en su barrio, el teléfono de Alex, así como los de su familia comienzan a "vomitar" mostrando señales electrónicas extrañas. Munch y Tuck averiguan que estas señales sólo comienzan a partir de un cierto punto en el barrio. Unos hombres del equipo de construcción vienen a dar nuevos teléfonos, pidiendo disculpas por el aparente cortocircuito que causó esto, y los chicos ocultan sus teléfonos. 
Munch descubre que la imagen en su teléfono es idéntica al de un desierto a 20 millas de los chicos. Mientras en la escuela planean decirle a sus padres que están durmiendo en una de las casas de los otros chicos y luego montar en bicicleta para encontrar a donde la imagen lleva. Tuck en un arranque de valentía, va con la hermosa chica Emma para probar que con las gafas con la cámara de vídeo puedes conseguir chicas, pero se conforma con un pedazo de papel en blanco para engañar a sus amigos en la creencia de que él consiguió su número. 
Esa noche, Tuck y Alex recogen a un Munch muy nervioso. Después de convencerlo, consiguen que venga, diciéndole que será su última noche juntos antes de que Alex, se mude con otra familia adoptiva, y, finalmente, los tres se van. Ellos se van en bicicleta al desierto y lo que descubren va más allá de su imaginación más salvaje: un pequeño robot extraterrestre amistoso que se ha quedado varado en la Tierra. En la necesidad de su ayuda, los tres amigos se unen para proteger al alíen, al que llaman Echo. Viajan por todo el desierto, en una casa de empeño, en una casa que resulta a ser la de Emma (o, como Munch la llama, "La Chica Maniquí"), que se une a ellos para alejarse de sus padres, en un bar, y en una galería , tratando de encontrar las piezas que faltan para ayudar a Echo a reconstruir su nave espacial. 
Sin embargo, están siendo perseguidos por funcionarios del gobierno, que han pasado de incógnito como trabajadores de la construcción para investigar una nave espacial que entró en la atmósfera de la Tierra, cerca del sitio de la construcción. Ellos le dispararon y planean matarlo. Ellos creen que si Echo reconstruye su nave va a matar a todos en la Tierra. Después de recoger algunas de las piezas, los niños y Echo son capturados, y el gobierno casi mata Echo, pero logran escapar y robar la camioneta del gobierno para seguir el último mapa en sus teléfonos, lo que lleva a la nave espacial. 
El mapa conduce al patio trasero de Alex. Resulta que estaba bajo el barrio todo el tiempo. Tuck, Munch, y Emma ahora se dan cuenta de que los agentes inventaron el proyecto de construcción falso como una tapadera para desenterrar el vecindario y tratan de decirle a Alex que crea también, pero no los escuchó y después Alex pone Echo en la nave espacial y entre lágrimas se despide, la nave espacial se reconstruye tirando cada pieza del suelo hasta el y despega hacia el cielo. Nadie más de los cuatro chicos están ahí para verlo (excepto la madre de Munch, quien no lo puede creer) y piensan que los agujeros aparecen debido a un corto terremoto que fue realmente causado por la nave al despegar. Los funcionarios del gobierno dejan (habiendo estado equivocados sobre lo que creían que habría sucedido) sin ningún daño a los niños. Los padres de los niños descubren que estaban fuera toda la noche y terminan en serios problemas. Sin embargo, mientras ellos trataban de salvar su barrio, Alex y Munch todavía tienen que mudarse, mientras que Tuck se queda, pero dice que no es lo mismo. A pesar de esto, el grupo se da cuenta de que los mejores amigos reales permanecen así sea cual sea la distancia que pueda haber entre ellos y seguirán siendo amigos de por vida. 
La película termina con los cuatro amigos reuniéndose de nuevo en un viaje de camping y consiguiendo una señal desde el planeta natal de Echo.

## Reparto
- Teo Halm como Alexander ”Alex” Nichols.
- Brian "Astro" Bradley como Tucker ”Tuck” Simms.
- Reese Hartwig como Reginald "Munch" Barrett.
- Ella Wahlestedt como Emma.
- Jason Gray-Stanford como el doctor Lawrence Masden.
- Alga Smith como Marcus Simms.
- Cassius Willis como Calvin Simms.
- Sonya Leslie como Theresa Simms.
- Kerry O'Malley como Janice Douglas.
- Virginia Louise Smith como Betty Barrett.
- Peter Mackenzie como James Hastings.
- Valerie Wildman como Christine Hastings.
- Mary Pat Gleason como Dusty (señora del bar).
- Chris Wylde como guardia de seguridad.
- Myk Watford como Blake Douglas.
- Tiffany Espensen como Charlie.
- Israel Broussard como Cameron.
- Drake Kemper como Mookie.

## Producción
Earth to Echo fue encargada por Walt Disney Studios al presidente de producción, Sean Bailey, trabajando bajo el título, Untitled Wolf Adventure mientras que el estudio cambió el liderazgo a Rich Ross y Alan Horn. Después de la sucesión del cambio de Ross como presidente, decidió poner la película en un gran cambio después de ver un corte final de la película. Disney vendió los derechos de distribución de la película a Relativity Media en 2013, después de que el productor Andrew Panay se reunió con el presidente de Relativity, Tucker Tooley. 

## Distribución

### Estreno
La película estaba programada inicialmente para el lanzamiento el 10 de enero de 2014 y el 25 de abril de 2014, pero luego fue cambiado a 2 de julio de 2014. Se estrenó el 14 de junio de 2014 en al premier del Festival de Cine de Los Ángeles, y en los cines de EE. UU. se estrenó el 2 de julio de 2014. En México se estrenó el 28 de agosto de 2014.

### Promoción
El primer tráiler fue lanzado el 12 de diciembre de 2013.

### Home media
Se espera que la película que se estrene en DVD y Blu-Ray el 21 de octubre de 2014.

## Recepción

### Taquilla
Earth to Echo se estrenó el 2 de julio de 2014 en los Estados Unidos en 3179 salas de cine, situándose en la posición #6, acumulando 8.364.658 dólares en su fin de semana de 3 días de apertura ($ 2,590 promedio por lugar) y 13 567 557 dólares desde su lanzamiento el miércoles. El 4 de septiembre de 2014, la película había recaudado $ 38.3 millones en los EE. UU. y un estimado total de $ 44.700.000 en todo el mundo.

## Premios y nominaciones
| Año  | Premio                  | Categoría                  | Trabajo nominado | Resultados | Ref.  |
| ---- | ----------------------- | -------------------------- | ---------------- | ---------- | ----- |
| 2014 | Teen Choice Awards      | Mejor Película de Verano   | Earth to Echo    | Nominado   | [ 2 ] |
| 2014 | Heartland Film Festival | Truly Moving Picture Award | Earth to Echo    | Ganador    | [ 2 ] |